# Luquembo
Luquembo ist eine Kleinstadt und ein Landkreis in Angola.

## Verwaltung
Luquembo ist Sitz eines gleichnamigen Landkreises (Município) in der Provinz Malanje. Der Kreis hat etwa 50.000 Einwohner (Schätzung 2013). Die Volkszählung 2014 soll fortan gesicherte Bevölkerungsdaten liefern.
Der Kreis Luquembo setzt sich aus fünf Gemeinden (Comunas) zusammen:
- Dombo
- Kapunda
- Kimbango
- Luquembo
- Rimba